# Diyarbakırmoeders

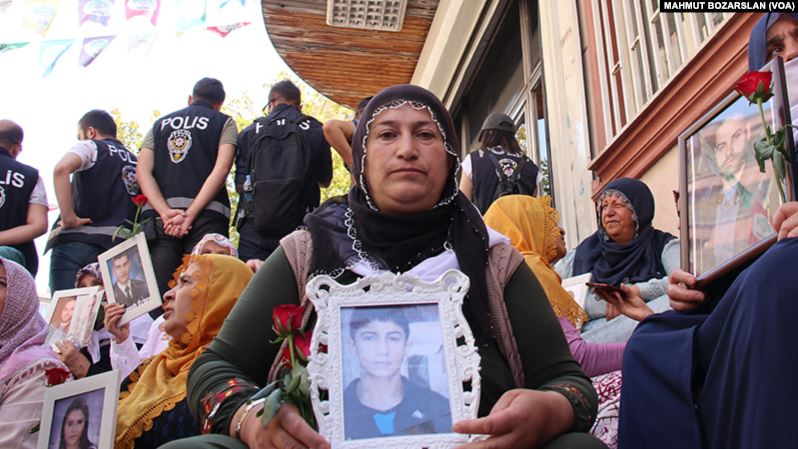
De moeders zitten voor het hoofdkantoor van HDP in Diyarbakir, 2019

The Diyarbakırmoeders (Turks: Diyarbakır Anneleri) is een groep die wekelijks bijeenkomt voor een sit-in protest tegen de politieke partij Halkların Demokratik Partisi (HDP), waarbij ze de terugkeer eisen van hun kinderen die misleid of ontvoerd zijn door de Koerdische Arbeiderspartij (PKK). De HDP wordt veelal gezien als de politieke tak van de PKK. De sit-in vindt plaats buiten het hoofdkantoor van HDP in Diyarbakır.

## Geschiedenis

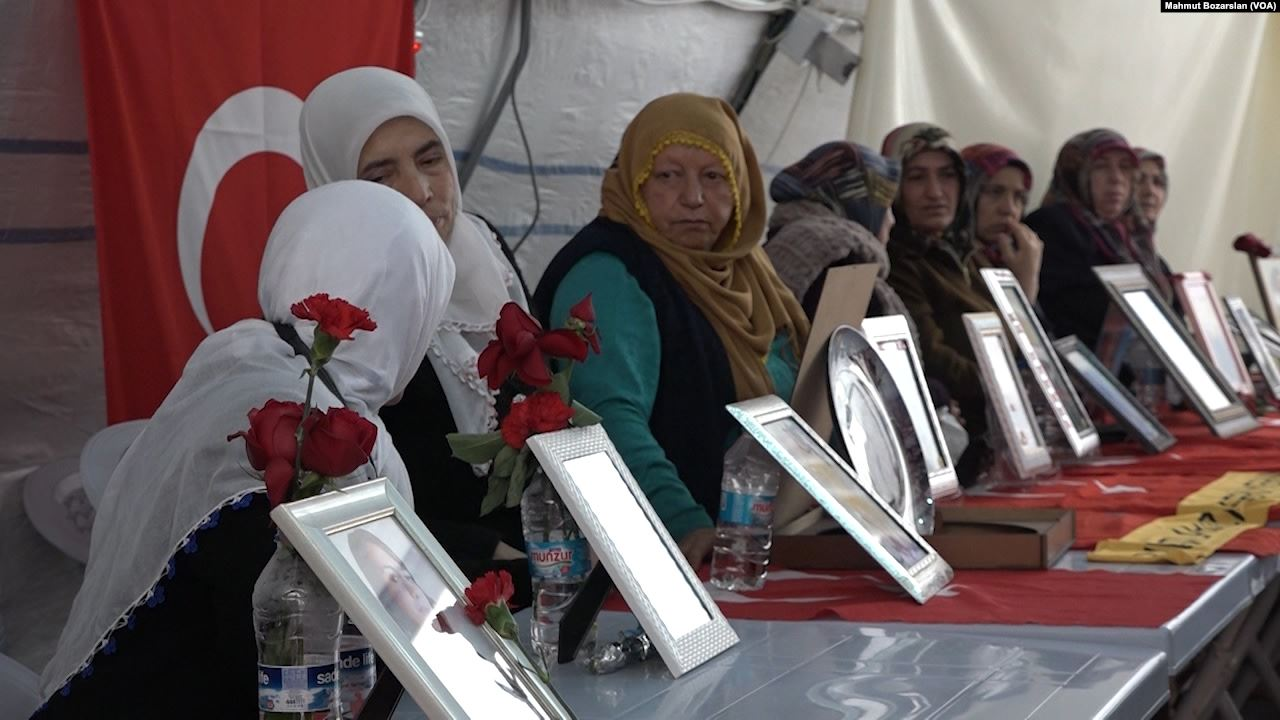
De sit-in van de moeders in 2020

Op 3 september 2019 begonnen tientallen moeders met het protest buiten het Diyarbakır-hoofdkwartier van de HDP, een partij die door de regering werd beschuldigd van banden met de PKK. Sinds de eerste sit-in is het aantal protesterende gezinnen voor het gebouw gestegen. Vanwege de winterse omstandigheden verhuisde het gezelschap de sit-in van voor de trappen van het partijgebouw naar een tent nabij het partijgebouw om te schuilen voor het koude weer.
In maart 2020 was het aantal protesterende gezinnen gestegen tot 134. De protesten gingen door tijdens de uitbraak van het coronavirus, zij het in overeenstemming met de maatregelen die zijn genomen tegen de pandemie. De ouderen gingen naar huis, terwijl de anderen op een afstand van elkaar zaten met beschermende handschoenen en maskers.